# Халаула
Халаула (англ. Halaula) — статистически обособленная местность, расположенная в округе Гавайи (штат Гавайи, США) с населением в 495 человек по статистическим данным переписи 2000 года.

## География
По данным Бюро переписи населения США статистически обособленная местность Халаула имеет общую площадь в 7,77 квадратных километров, из которых 6,99 кв. километров занимает земля и 0,78 кв. километров — вода. Площадь водных ресурсов округа составляет 10,04 % от всей его площади.
Статистически обособленная местность Халаула расположена на высоте 79 метров над уровнем моря.

## Демография
По данным переписи населения 2000 года в Халаула проживало 495 человек, 113 семей, насчитывалось 149 домашних хозяйств и 158 жилых домов. Средняя плотность населения составляла около 71,5 человек на один квадратный километр. Расовый состав Халаула по данным переписи распределился следующим образом: 17,98 % белых, 0,2 % — коренных американцев, 33,33 % — азиатов, 10,51 % — выходцев с тихоокеанских островов, 36,97 % — представителей смешанных рас, 1,01 % — других народностей. Испаноговорящие составили 22,22 % от всех жителей статистически обособленной местности.
Из 149 домашних хозяйств в 30,9 % — воспитывали детей в возрасте до 18 лет, 49 % представляли собой совместно проживающие супружеские пары, в 21,5 % семей женщины проживали без мужей, 23,5 % не имели семей. 16,8 % от общего числа семей на момент переписи жили самостоятельно, при этом 7,4 % составили одинокие пожилые люди в возрасте 65 лет и старше. Средний размер домашнего хозяйства составил 3,32 человек, а средний размер семьи — 3,76 человек.
Население статистически обособленной местности по возрастному диапазону по данным переписи 2000 года распределилось следующим образом: 27,3 % — жители младше 18 лет, 8,9 % — между 18 и 24 годами, 26,3 % — от 25 до 44 лет, 25,1 % — от 45 до 64 лет и 12,5 % — в возрасте 65 лет и старше. Средний возраст жителей составил 35 лет. На каждые 100 женщин в Халаула приходилось 96,4 мужчин, при этом на каждые сто женщин 18 лет и старше приходилось 93,5 мужчин также старше 18 лет.
Средний доход на одно домашнее хозяйство в статистически обособленной местности составил 47 250 долларов США, а средний доход на одну семью — 50 179 долларов. При этом мужчины имели средний доход в 23 750 долларов США в год против 28 056 долларов среднегодового дохода у женщин. Доход на душу населения в статистически обособленной местности составил 13 882 доллара в год. 16,5 % от всего числа семей в округе и 16,8 % от всей численности населения находилось на момент переписи населения за чертой бедности, при этом 22,3 % из них были моложе 18 лет и 1,5 % — в возрасте 65 лет и старше.